# Catoxyethira fasciata
Catoxyethira fasciata är en nattsländeart som beskrevs av Georg Ulmer 1912. Catoxyethira fasciata ingår i släktet Catoxyethira och familjen smånattsländor. Inga underarter finns listade i Catalogue of Life.